# Ulisses Pernambucano
Ulisses Pernambucano de Melo Sobrinho (Recife, 6 de fevereiro de 1892 — Rio de Janeiro, 5 de dezembro de 1943) foi um médico psiquiatra brasileiro.

## Biografia
Formou-se pela Faculdade de Medicina do Rio de Janeiro em 1912. Nos últimos anos do curso médico, foi interno no Hospital Nacional de Alienados, na Praia Vermelha. Sua tese de doutoramento versava sobre Sobre algumas manifestações nervosas da heredo-sífilis. 
Após conclusão, voltou a Pernambuco, mais especificamente a Vitória de Santo Antão, executando ali suas funções de médico, como clínico geral.
Transferiu-se para Lapa, no Paraná, em 1914, casando-se em 1915.
Em 1918, voltando ao Recife, concorreu à recém-criada cadeira de Psicologia e Pedagogia, na Escola Normal Oficial de Pernambuco, conseguindo o primeiro lugar. Porém, por alegadas razões políticas, o governador de então, Manuel Borba, nomeou o segundo colocado. No mesmo ano, passou em primeiro lugar para concurso de professor de Lógica, Psicologia e História da Filosofia, sendo nomeado para exercer a atividade no Ginásio Pernambucano.
Em 1922, o então governador Sérgio Loreto o nomeia para diretor da Escola Normal, onde ficou até 1925, ali exercendo uma grande mudança, com reformas de impacto pedagógico e social, dentre as quais o exame de seleção para admissão à Escola, pondo fim ao regime vigente de apadrinhamento.
Em 1925, criou o Instituto de Psicologia e em 1928 assumiu a direção do Ginásio Pernambucano.
Em 1930 assumiu a direção do Hospital da Tamarineira, que apresentava, na época, aparelhamento insuficiente e métodos terapêuticos inadequados. Tomou a tarefa de reformar o hospital.
Em 8 de novembro de 1935 pediu demissão do cargo de diretor do Hospital  e logo em seguida foi preso, sob acusação de ser comunista, passando 60 dias na Casa de Detenção do Recife.
Em 1936 fundou uma instituição privada para tratamento de pacientes com patologias psiquiátricas, o Sanatório Recife.
"Ulisses Pernambucano conseguiu pôr em funcionamento um modelo assistencial que rompia frontalmente coma tradição custodiada e de primado do hospital. Ao contrário, conferia a prioridade à preocupação preventiva e comunitária e realizava a integração multidisciplinar indispensável."
José Lucena

## Trabalhos publicados
- Educação das crianças anormais de inteligência. Recife, 1918 [1]
- Bases físico-psicológicas da ambidextria. Recife, 1919 [1]
- As medidas de estatura dos escolares de Pernambuco, 1927
- As doenças mentais entre os negros de Pernambuco, 1935